# Pokémon Black og White
Pokémon Black Version (ポケットモンスター ブラック Poketto Monsutā Burakku) og Pokémon White Version (ポケットモンスター ホワイト Poketto Monsutā Howaito) er rollespil udviklet af Game Freak, udgivet af The Pokémon Company, og distribueret af Nintendo til Nintendo DS. De er de første spil i Pokemon-kerneseriens femte generation. De blev oprindeligt udgivet i Japan den 18. september 2010, i Nordamerika den 4. marts 2011, i Europa den 6. marts 2011 og i Australien den 10. marts 2011.
Som i forrige iterationer af serien følger de to spil en ung Pokémontræners rejse gennem Unova-regionen, som at man træner Pokémon for at kæmpe mod andre Trænere, alt imens at man forpurrer den kriminelle organisation Team Plasmas planer. Black og White introducerede 156 nye Pokémon til franchisen, 5 mere end Pokémon Red og Blue, som før havde rekorden med 151 Pokémon, samt mange nye features, så som en årstidscyklus, trippel- og rotationsdyster og fuldt ud animerede Pokémon sprites. Begge titler er uafhængige af hinanden, men har generelt det samme plot, og mens at begge spil kan spilles separat af hinanden, så er det nødvendigt at bytte mellem de to, for at fuldende spillenes Pokédex.
Ved spillenes udgivelse fik Black og White blandede anmeldelser; kritikere roste fremskridtene i deres gameplay. Anmeldere derimod var splittede angående nogle karakter- og Pokémon-design, og visse kritikere mente ikke, at spillene innoverede så meget, som der var forventet. Alligevel var spillene kommercielt succesfulde; inden spillenes japanske udgivelse havde Black og White fået en million forudbestillinger og blev de spil, der hurtigst fik solgt fem million eksemplarer. Fra og med den september 2017 har spillene tilsammen solgt over 15,64 mio. eksemplarer, hvilket har gjort at de er nogle af det mest solgte spil til Nintendo DS-konsollen, men solgte stadig ikke så mange eksemplarer, som Pokémon Diamond og Pearl gjorde før dem. Efterfølgere til Pokémon Black og White, Pokémon Black 2 og Pokémon White 2, blev udgivet til Nintendo DS i Japan i juni 2012 med internationale udgivelser i oktober samme år.